# Sandy Island (Granada)
Sandy Island é uma pequena ilha de 20 acres da paróquia de Saint Patrick em Granada.
Atualmente essa ilha está a venda por $7,000,000 USD e não tem habitantes fixos, a paisagem local da ilha se compõe por Praias de areia branca, águas cristalinas, jardins tropicais e interiores montanhosos.

## Latitude e Longitude[3]
Latitude: 12°13'20.17"
Longitude: -61°35'9.15"